# Miranda Merron
Miranda Merron, née le 2 juillet 1969 en Angleterre, est une navigatrice britannique. Elle dispute le Vendée Globe 2020-2021. 

## Biographie
Née le 2 juillet 1969 en Angleterre, Miranda Merron voyage beaucoup durant sa jeunesse. Sa famille l'initie très tôt à la voile, au point qu'à l'âge de neuf ans, elle traverse l'Atlantique avec son père. 
En grandissant, elle suit des études de publicité à l'université de Cambridge puis commence sa carrière professionnelle dans le même domaine, aux quatre coins du globe.
Après une dizaine d'années, Miranda Merron décide de revenir à la voile, pour en devenir professionnelle. Très rapidement, elle s'oriente vers la course au large, disputant des classiques comme La Route du Rhum ou la Transat Jacques Vabre.
Aujourd'hui installée en France à Barneville-Carteret, Miranda Merron partage sa vie avec Halvard Mabire, également navigateur.

## Vendée Globe 2020-2021

### Première participation
Pour sa première participation au Vendée Globe, Miranda Merron souhaite déjà boucler le tour du monde et passer la ligne d'arrivée dans les temps autorisés. Son bateau étant d'une ancienne génération, il fait partie des plus lents de la flotte. 
Ses temps de référence sont basés sur les performances de Dominique Wavre lors du Vendée Globe 2012-2013 (90 jours) et de Rich Wilson lors du Vendée Globe 2016-2017 (107 jours). Elle termine 22e en 101 j 08 h 56 min 51 s (soit 21 j 5 h 14 min après le vainqueur Yannick Bestaven)

### Son bateau
Le Campagne de France est un IMOCA construit en 2006 par Owen Clarke. Il a déjà réalisé quatre fois le tour du monde avant d'être racheté par Miranda Merron.
| Année de construction       | 2006       |
| Longueur                    | 18,28 m    |
| Largeur                     | 5,50 m     |
| Tirant d'eau                | 4,50 m     |
| Poids                       | 8,5 tonnes |
| Hauteur du mât              | 28 m       |
| Surface de voile au près    | 330 m2     |
| Surface de voile au portant | 600 m2     |

## Palmarès
- 1999 :
  - 1re de la Transat Jacques-Vabre en classe 2 (50 pieds) sur Pindar en double avec Emma Richards (en)

- 2000 :
  - 1re de la Transat anglaise en 50 pieds et 17e au général sur Pindar en double avec Emma Richards (en)

- 2001 :
  - 9e de la Transat Jacques-Vabre 2001 sur Un univers de services en double avec Frédérique Brulé

- 2002 :
  - 8e Route du Rhum en classe IMOCA sur UUDS

- 2005 : 
  - 8e de la Transat Jacques-Vabre 2005 sur Roxy en double avec Anne Liardet

- 2007 :
  - 1re (Class40 ) Rolex Fastnet Race sur 40 Degrees.

- 2012 :
  - 1re Transat Québec-Saint-Malo sur Campagne de France en équipage avec Halvard Mabire et Christian Bouroullec[10].

- 2016 :
  - 1re (Class40) RORC Transatlanique

- 2017 :
  - 3e Rolex Fastnet Race sur Campagne de France

- 2018 : 
  - 13e (Class40) Route du Rhum sur Campagne de France

- 2019 :
  - 13e du Bermudes 1000 Race sur Campagne de France (Class40)
  - 4e du Défi atlantique sur Campagne de France (Class40) en 16 j 21 h 9 min 47 s
  - 15e Fastnet Race sur Campagne de France en duo avec Halvard Mabire
  - 23e Transat Jacques-Vabre sur Campagne de France en duo avec Halvard Mabire

- 2020 :
  - 17e Vendée-Arctique-Les Sables d'Olonne

- 2021 :
  - 22e du Vendée Globe sur Campagne de France